# Skeptrostachys
Skeptrostachys ist eine Pflanzengattung in der Familie der Orchideen (Orchidaceae). Die etwa zehn Arten sind in Südamerika verbreitet.

## Beschreibung

### Vegetative Merkmale
Die Skeptrostachys-Arten sind ausdauernd krautige Pflanzen. An einem kurzen Rhizom stehen die Wurzeln büschelweise, selten auch entlang des Rhizoms verteilt. Die fleischigen Wurzeln sind gestielt zylindrisch verdickt, kahl oder behaart.
Die Laubblätter stehen im unteren Bereich des Stängels verteilt, eher selten formen sie eine grundständige Rosette. Zur Blütezeit sind sie oft schon verwelkt. Die Blattform ist oval bis lanzettlich, der Blattgrund läuft keilförmig zu, es gibt keinen Blattstiel. Die Blattränder sind leicht durchscheinend.

### Generative Merkmale
Der endständige, traubige Blütenstand ist im oberen Bereich behaart. Der Blütenstandsschaft ist von bewimperten Hochblätter umhüllt. Die grünen oder rot-braunen Tragblätter sind oft bewimpert.
Die zahlreichen, dicht beieinander stehenden Blüten sind resupiniert, fleischig, ohne Duft, ihre Farbe ist weiß, hellgrün, gelb oder rot. Die zwittrigen Blüten sind zygomorph und dreizählig. Der behaarte Fruchtknoten ist oval bis spindelförmig und oft leicht asymmetrisch. Die Sepalen sind auf der Außenseite behaart, liegen aneinander an und bilden so eine Röhre, ihre Spitzen sind etwas zurückgebogen. Das nach oben weisende (dorsale) Sepal ist kapuzenförmig, die seitlichen Sepalen sind an ihrer Basis asymmetrisch und für ein kurzes Stück miteinander verwachsen, sie bilden so zusammen mit dem Säulenfuß eine Ausbuchtung. Die Petalen liegen dem dorsalen Sepal an und haften mit ihren inneren Rändern dort an. Die Lippe ist sitzend, an der Basis keilförmig mit verdickten Rändern (Nektardrüsen), auf beiden Seiten unterschiedlich behaart. Die Spreite der Lippe ist, von der Seite gesehen, s-förmig gebogen. Die Seiten sind nach oben gebogen und haften der Säule an, die Lippe endet abgerundet und mit gewelltem Rand. Die Säule ist kurz, zylindrisch und unbehaart, an der Basis über die Ansatzstelle am Fruchtknoten hinausragend („Säulenfuß“), dieser Säulenfuß ein Stück mit dem Fruchtknoten verwachsen, dann ein kurzes Stück frei. Die Narbe ist halbkreisförmig bis v-förmig, sie steht parallel zur Säule oder weist leicht nach vorne. Das Staubblatt ist im Umriss oval oder lanzettlich, vorne endet es spitz. Es enthält die schmal keulenförmigen, längs gefurchten Pollinien, die an einer gemeinsamen länglich geformten Klebscheibe (Viscidium) hängen. Das Trenngewebe zwischen Staubblatt und Narbe (Rostellum) ist steif, spitz, schmal dreieckig geformt, mit zwei seitlichen Zähnchen an der Basis.
Die Kapselfrucht ist verkehrt-eiförmig.
Bei Skeptrostachys paraguayensis wurde eine Chromosomenzahl von 2n = 46 festgestellt, wobei ein Chromosomenpaar deutlich größer ist als alle anderen.

## Standorte
Skeptrostachys-Arten kommen bis in Höhenlagen von 1600 Metern vor. Sie besiedeln offene Grasländer, Savannen und Sümpfe.

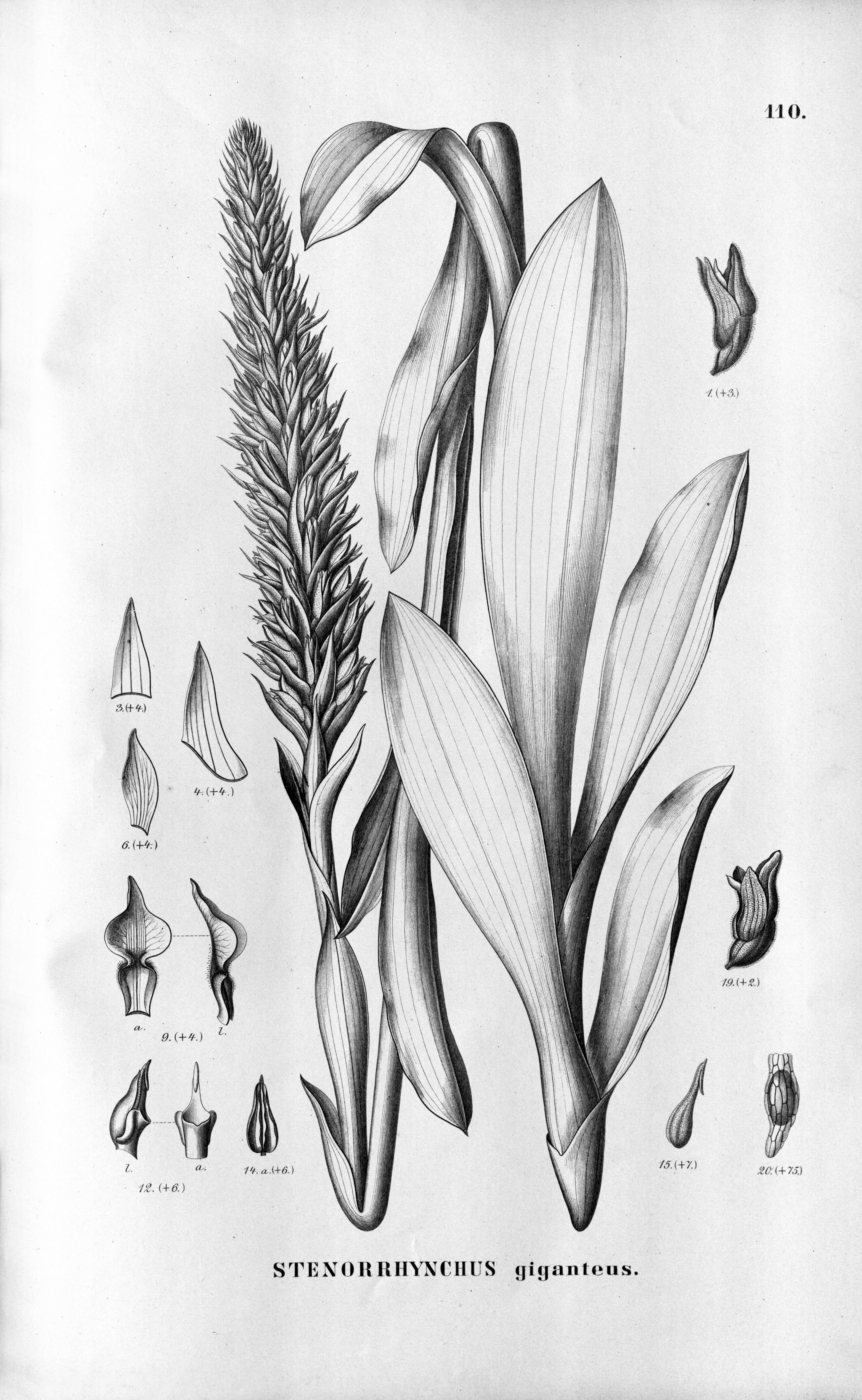
Illustration von Skeptrostachys gigantea

## Systematik, botanische Geschichte und Verbreitung
Die Gattung Skeptrostachys wurde 1982 durch Leslie A. Garay in Botanical Museum Leaflets Band 28, Teil 4, Seite 358 aufgestellt. Der Gattungsname Skeptrostachys leitet sich aus dem griechischen σκῆπτρον skeptron für „Szepter“ und στάχυς stachys, „Ähre“, ab und bezieht sich auf das Aussehen des Blütenstands. Typusart ist Skeptrostachys rupestris.
Die Gattung Skeptrostachys gehört zur Subtribus Spiranthinae aus der Tribus Cranichideae in der Unterfamilie Orchidoideae innerhalb der Familie der Orchidaceae. Die Gattung Skeptrostachys wurde von Stenorrhynchos abgespalten. Ähnlichkeiten bestehen zur Gattung Sacoila.
Skeptrostachys-Arten sind im südöstlichen Brasiliens verbreitet, ebenso im benachbarten Argentinien, Paraguay und Uruguay. 
In der Gattung Skeptrostachys gibt es etwa zehn Arten:
- Skeptrostachys arechavaletanii (Barb.Rodr.) Garay: Sie kommt vom südlichen Brasilien bis Uruguay vor.[1]
- Skeptrostachys balanophorostachya (Rchb. f. & Warm.) Garay (Syn.: Skeptrostachys montevidensis (Barb.Rodr.) Garay): Sie kommt von Brasilien bis Paraguay und Uruguay vor.[1]
- Skeptrostachys berroana Garay: Sie kommt in Uruguay vor.[1]
- Skeptrostachys congestiflora (Cogn.) Garay: Sie kommt in Brasilien vor.[1]
- Skeptrostachys correana Szlach.: Sie kommt in Argentinien vor.[1]
- Skeptrostachys disoides (Kraenzl.) Garay (Syn.: Skeptrostachys paranahybae (Kraenzl.) Garay): Sie kommt vom südlichen Brasilien und von Paraguay bis Argentinien vor.[1]
- Skeptrostachys gigantea (Cogn.) Garay: Sie kommt in Brasilien, Paraguay, Uruguay und Argentinien vor.[1]
- Skeptrostachys latipetala (Cogn.) Garay: Sie kommt im brasilianischen Bundesstaat Minas Gerais vor.[1]
- Skeptrostachys paraguayensis (Rchb. f.) Garay (Syn.: Skeptrostachys stenorrhynchoides Szlach.): Sie kommt von Brasilien bis Paraguay und dem nördlichen Argentinien vor.[1]
- Skeptrostachys rupestris (Lindl.) Garay: Sie kommt in Suriname, Brasilien, Uruguay und Paraguay vor.[1]